# لوني دنيس
لوني دنيس (بالإنجليزية: Lonnie Dennis)‏ هو لاعب كرة القدم الكندية أمريكي، ولد في 10 ديسمبر 1937 في لوس أنجلوس في الولايات المتحدة.